# Випробовування родовищ корисних копалин
Випробовування родовищ корисних копалин (рос. опробование месторождений полезных ископаемых, англ. testing of deposits; нім. Bemusterung f der Lagerstätten f pl) — процес вивчення якісного і кількісного складу і властивостей природних утворень родовищ корисних копалин. 
Результати служать основою для виділення й оконтурювання промислово цінних скупчень, природних і технологічних типів і сортів корисних копалин, підрахунку їх запасів, ведення геологічно-розвідувальних і експлуатаційних робіт, вибору способу переробки мінеральної сировини, визначення втрат і розубожування, вживання заходів оптимізації використання надр і боротьби із забрудненням довкілля. 
Процес випробовування родовищ розділяється на три етапи:
- відбір проб,
- обробка
- аналіз (випробування).

Відбір проб здійснюється в оголеннях, різних гірничих виробках і бурових свердловинах як в умовах залягання, так і з відбитої або складованої маси. Виділяються три групи способів відбору проб в гірничих виробках: точкові, лінійні й об'ємні. 
Обробка проб включає дроблення, перемішування і скорочення. Для визначення повного хімічного складу природних утворень, вмісту корисних компонентів і шкідливих домішок в надрах і мінеральній сировині застосовуються хімічні (спектральний, кількісний) і фізичні (рентгеноспектральний, рентгенорадіометричний, атомно-абсорбційний, ядерно-фізичний і інш.) методи.
Мінералогічні дослідження використовують для уточнення мінерального і петрографічного складу корисних копалин і вмісних порід, вмісту і балансу розподілу корисних (основних і попутних) компонентів і елементів домішок, пов'язаних з окремими мінералами. Технологічні випробовування здійснюються в лабораторних, напівпромислових і промислових масштабах. Лабораторні випробування дозволяють отримати принципові способи й схеми переробки мінеральної сировини, а напівпромислові й промислові — вибрати найефективніші з них і уточнити техніко-економічні показники технологічного процесу, що забезпечує комплексне вилучення (добування) корисних компонентів.